# Djamil Soltani
 (août 2019).
Djamil Soltani est un footballeur international algérien né le 10 décembre 1973 à Oum El Bouaghi. Il évoluait au poste de milieu de terrain.

## Biographie
Il évolue en Division 1 avec les clubs de l'USM Aïn Beïda, du MO Constantine, de l'USM Annaba, et du CA Batna.
De 2002 à 2006, Djamil Soltani dispute 65 matchs en première division algérienne, inscrivant six buts.

## Palmarès

### En club
- Vice-champion d'Algérie en 2000 avec le MO Constantine (à égalité de points avec le MC Oran).
- Champion d'Algérie de D2 en 2007 avec l'USM Annaba.
- Champion d'Algérie de D2 (Groupe Est) en 1995 avec USC CHAOUIA

## Statistiques

### Avec l'équipe d'Algérie
Le tableau suivant indique les rencontres disputées par Djamil Soltani en équipe d'Algérie. Il joue son premier match le 27 septembre 1997, et son dernier le 4 octobre 1997. Toutefois, une seule sélection serait reconnue par la FIFA.